# تیم ملی والیبال مردان مصر

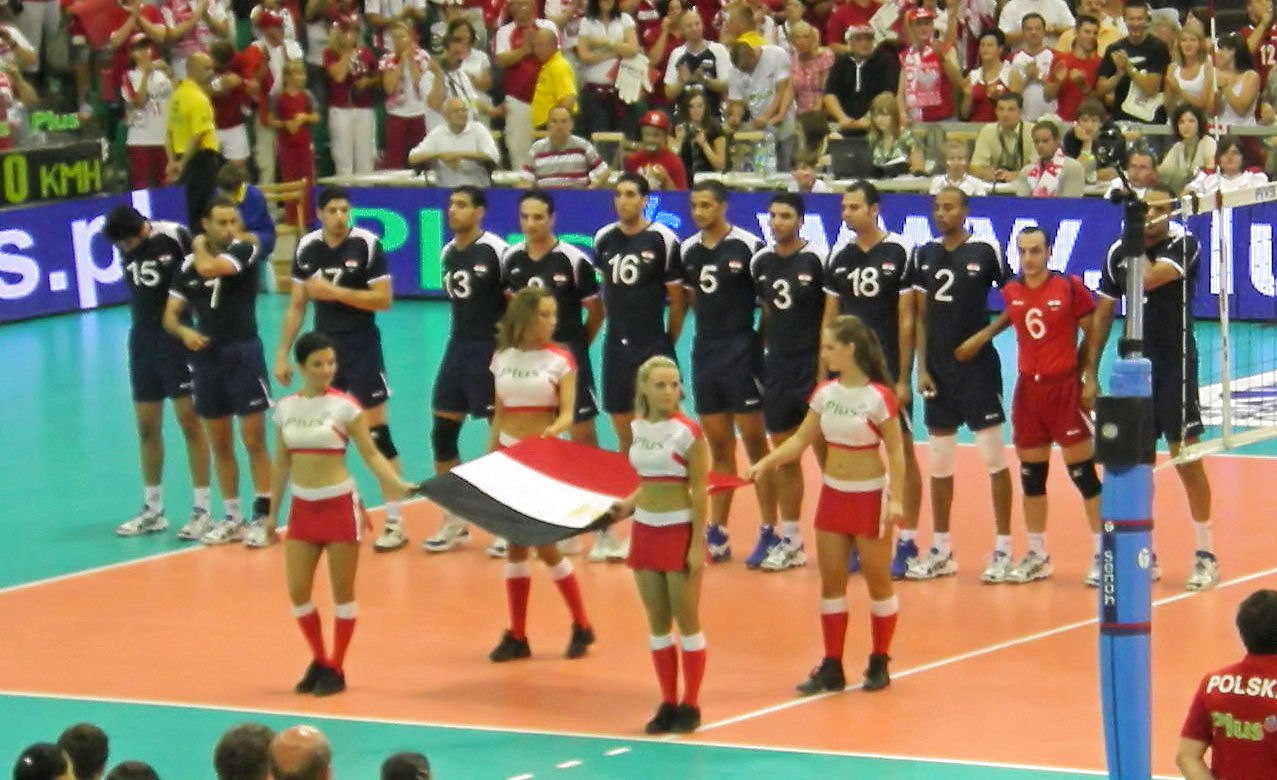
تیم ملی والیبال مردان مصر در سال ۲۰۰۸

تیم ملی والیبال مردان مصر تیم ملی والیبال مردان کشور مصر است.

## نتایج

### بازی‌های المپیک تابستانی
| ۱۹۶۴  | شرایط حضور نداشت | شرایط حضور نداشت | شرایط حضور نداشت | شرایط حضور نداشت | شرایط حضور نداشت | شرایط حضور نداشت |
| ۱۹۶۸  | شرایط حضور نداشت | شرایط حضور نداشت | شرایط حضور نداشت | شرایط حضور نداشت | شرایط حضور نداشت | شرایط حضور نداشت |
| ۱۹۷۲  | شرایط حضور نداشت | شرایط حضور نداشت | شرایط حضور نداشت | شرایط حضور نداشت | شرایط حضور نداشت | شرایط حضور نداشت |
| ۱۹۷۶  | شرایط حضور نداشت | شرایط حضور نداشت | شرایط حضور نداشت | شرایط حضور نداشت | شرایط حضور نداشت | شرایط حضور نداشت |
| ۱۹۸۰  | شرایط حضور نداشت | شرایط حضور نداشت | شرایط حضور نداشت | شرایط حضور نداشت | شرایط حضور نداشت | شرایط حضور نداشت |
| ۱۹۸۴  | مرحله گروهی      | ۱۰ام             | ۵                | ۰                | ۵                |                  |
| ۱۹۸۸  | شرایط حضور نداشت | شرایط حضور نداشت | شرایط حضور نداشت | شرایط حضور نداشت | شرایط حضور نداشت | شرایط حضور نداشت |
| ۱۹۹۲  | شرایط حضور نداشت | شرایط حضور نداشت | شرایط حضور نداشت | شرایط حضور نداشت | شرایط حضور نداشت | شرایط حضور نداشت |
| ۱۹۹۶  | شرایط حضور نداشت | شرایط حضور نداشت | شرایط حضور نداشت | شرایط حضور نداشت | شرایط حضور نداشت | شرایط حضور نداشت |
| ۲۰۰۰  | مرحله گروهی      | ۱۱ام             | ۵                | ۰                | ۵                |                  |
| ۲۰۰۴  | شرایط حضور نداشت | شرایط حضور نداشت | شرایط حضور نداشت | شرایط حضور نداشت | شرایط حضور نداشت | شرایط حضور نداشت |
| ۲۰۰۸  | مرحله گروهی      | ۱۱ام             | ۵                | ۰                | ۵                |                  |
| ۲۰۱۲  | شرایط حضور نداشت | شرایط حضور نداشت | شرایط حضور نداشت | شرایط حضور نداشت | شرایط حضور نداشت | شرایط حضور نداشت |
| ۲۰۱۶  | مرحله گروهی      | ۱۰ام             | ۵                | ۱                | ۴                |                  |
| مجموع | ۰ عنوان‌ها        | *۱۰              | ۲۰               | ۱                | ۱۹               |                  |

پاورقی: عدد ۱۰ در سطر مجموع و ستون جایگاه، میانگین جایگاه های این کشور در ادوار المپیک است.